# چناسک
چناسک روستایی از توابع بخش مرکزی شهرستان آبیک در استان قزوین ایران است. فاصله این روستا از شهر قزوین حدود ۳۰ کیلومتر می‌باشد و دارای راه ارتباطی فرعی آسفالت در حدود ۱۷ کیلومتر از اتوبان کرج قزوین است.
این روستا دارای مناظر زیبای کوهستانی در ارتفاعات خود می‌باشد. بلندترین کوهستان این روستا معروف به هیدوکان و بلندترین قله آن بریا می‌باشد.
قله بریا خط‌الرأس توقف لشکر روس در زمان لشگرکشی به سمت تهران است.
برخی بناهای تاریخی روستا به زمان قاجار برمی‌گردد. که سالم‌ترین این بناها حمام سنتی روستا بنام «دیوحمام» می‌باشد. این اثر تاریخی در ۱۹ مرداد ۱۳۸۴ با شماره ثبت ۱۲۸۸۹ به عنوان یکی از آثار ملی ایران به ثبت رسیده است. طبیعت روستا دشتستانی می‌باشد و اکثریت جمعیت روستا مشغول دامداری و باغداری هستند.
حیات وحش روستا در ارتفاعات شامل حیوانات متنوعی از جمله پلنگ، گرگ، کبک، مار و انواع پرندگان است که در فصل شکار با توجه به دارا بودن جاده‌های خاکی کوهستانی مورد توجه شکارچیان غیرمجاز قرار می‌گیرد.

## جمعیت
این روستا در دهستان کوهپایه غربی قرار دارد و براساس سرشماری مرکز آمار ایران در سال ۱۳۸۵، جمعیت آن ۳۸۶ نفر (۱۳۳خانوار) بصورت بومی ثابت می‌باشد، که در فصول گرم سال این جمعیت به حدود ۲۰۰۰ نفر می‌رسد که عمدتاً از ساکنین قزوین و تهران می‌باشند.
این روستا یک باغ قدیمی دارد که به ارباب باغ معروف است این باغ با مساحت حدود پنج هکتار در شمال چناسک واقع شده است که در زمان‌های قدیم متعلق به آقای شیخ الاسلام که در زمان ارباب رعیتی ارباب منطقه بود مورد استفاده وی قرار می‌گرفت در این باغ ساختمانی بسیار شیک و زیبا به سبک کاخ چهلستون قزوین قرار داشت که در روبروی این بنا استخر بزرگی زیبایی خاصی به این عمارت می‌داد در شمال این کاخ یک باب حمام قدیمی اختصاصی تدارک دیده شده بود که مختص ارباب و خانواده ایشان بود و در ورودی باغ ساختمان نگهبانی و انبارهای ذخیره مواد غذایی و غیره وجود داشت بقیه فضای این باغ پراز درختان میوه که شامل سیب و انواع مختلف گلابی، آلو، زردآلو، بِه، توت و شاتوت گردو، بادام، فندوق، آلبالو، انواع سبزیجات انواع انگور، زالزالک ازگیل این باغ قبل از انقلاب سفید شاه و مردم، به‌طور کلی کل روستا از اموال اصغر شیخ الاسلامی و چند روستا بود و طی این مدت تا سال ۱۳۷۰ در تملک آقای مروت الله عسگری قرار داشت.

## زبان
اهالی چناسک دارای زبان تاتی هستند.

## نگارخانه

امامزاده ابراهیم چناسک اوایل دهه هشتاد خورشیدی
امامزاده ابراهیم چناسک ۱۳۹۳ خورشیدی
طبیعت روستای چناسک، درخت بادام در تیر ماه
طبیعت روستای چناسک، درخت بادام در مرداد ماه